# Petersburger Nächte
Petersburger Nächte (les nits de Sant Petersburg) és una pel·lícula dramàtica alemanya dirigida el 1958 per Paul Martin i protagonitzada per Ewald Balser, Johanna von Koczian, Ivan Desny, Claus Biederstaedt i Therese Giehse. El guió és de Max Nosseck i Johannes Hendrich, escrit sota el nom de Henry Ossdrich, basant-se en una història de Viktor Tourjansky i Robert Thoeren. Fou estrenada a Barcelona el 14 de gener de 1963 sota el títol Tatiana ojos negros als cinemes Atenas, Dorado i Vergara.

## Argument
A principis de segle XX a Sant Petersburg, la jove Tatiana Ivanovitx s'escapa del seu col·legi i torna a casa. Un home ric, Alexander Drubin, intenta seduir-la. La porta a un cabaret on el pare Ivan de la noia treballa per pagar els seus deutes. Ella no coneix aquesta situació.

## Repartiment
- Ewald Balser... Ivan Ivanovitx
- Johanna von Koczian... Tatiana
- Ivan Desny... Alexander Drubin
- Claus Biederstaedt... Viktor Kardoff
- Therese Giehse... Antonida
- Bum Krüger... Nikolai Pawlin
- Walter Bluhm... Arzt